# It's The Dubliners
《It's The Dubliners》는 아일랜드의 포크 그룹 더 더블리너스의 컴필레이션 음반이다. 이전에 더 더블리너스가 몸을 담구고 있었던 트랜스애틀랜틱 레이블에서 녹음한 곡을 포함하여 1969년 홀마크에서 발매하였다.

## 트랙 리스트

### 사이드 원
1. "Master McGrath"
2. "Walking in the Dew" ("Waltzing in the Dew"이라고 제목이 잘못 붙여짐)
3. "The Cook in the Kitchen"
4. "Boulavogue"
5. "Reels - Sligo Maid/Colonel Rodney"

### 사이드 투
1. "Peggy Lettermore"
2. "Preab San Ól" (title wrongly given as 'Ragman's Ball')
3. "I'll Tell Me Ma"
4. "The Mason's Apron"
5. "The Woman from Wexford"